# Tipula engeli
Tipula engeli är en tvåvingeart som beskrevs av Theowald 1957. Tipula engeli ingår i släktet Tipula och familjen storharkrankar. Inga underarter finns listade i Catalogue of Life.